# 局部均衡
局部均衡理论（Partial Equilibrium Theory），又称为局部均衡分析（Partial Equilibrium Analysis）。是假定该市场的活动对其他市场很少有影响或者几乎没有影响的情况下，单个（或部分）市场供给与价格之间的均衡状态。

## 创立
阿尔弗雷德·马歇尔于1920年创立了局部均衡理论。他假设单一商品市场规模足够小，以至于消费者对单一商品变动影响甚微，可以视为无影响。并且，商品市场的小规模也使得一种商品的价格变化对其他商品的价格影响很小，几乎不存在商品间的互补效应或替代效应。因此可以认为商品的价格变化不影响其他商品的价格变动。例如：在对小麦市场供求变化进行分析时，假定小麦市场基本独立于诸如玉米、大豆等相关市场。

## 方法
局部均衡的分析方法属于一种经济分析方法。即假设其他条件不变，一定时间段内某个变量对有其他相关经济变量的影响的分析方法。在局部均衡理论中体现为假设单个市场的变动对其他市场很少有影响或没有影响，在此基础上分析供求曲线的关系与变化。

## 辨析

### 局部均衡理论
局部均衡理论是在假定其他市场条件不变的情况下，假定该市场的活动对其他市场很少有影响或者几乎没有影响的情况下，单个（或部分）市场供给与价格之间的均衡状态。并不考虑它们之间的相互联系和影响。

### 一般均衡理论
一般均衡理论（General Equilibrium Theory）同时决定所有市场的价格和数量，并将反馈效应考虑在内。他承认供求与市场上各种商品价格和供求关系存在相互联系和相互影响条件下，所有市场上各种商品的价格与供求的关系或均衡状态。一般均衡是经济学中局部均衡概念的扩展。在一个一般均衡的市场中，每个单独的市场都是局部均衡的。